# Ringer-Weltmeisterschaften 1959
Die Ringer-Weltmeisterschaften 1959 fanden vom 1. bis zum 4. Oktober 1959 in Teheran statt. Die Ringer wurden in acht Gewichtsklassen unterteilt. Im Gegensatz zu 1958 wurde nicht im griechisch-römischen, sondern im freien Stil gerungen.

## Medaillengewinner
| Klasse | Gold                     | Silber               | Bronze            |
| ------ | ------------------------ | -------------------- | ----------------- |
| -52 kg | Ali Alijew               | Ahmet Bilek          | Muhamad Niaz-Din  |
| -57 kg | Hüseyin Akbaş            | Tauno Jaskari        | Wladimir Arsenjan |
| -62 kg | Mustafa Dağıstanlı       | Stancho Kolew Iwanow | Muhamad Akhtar    |
| -67 kg | Wladimir Sinjawski       | Enju Waltschew Dimow | Hayrullah Sahin   |
| -73 kg | Imam-Ali Habibi          | Wachtang Balawadse   | İsmail Ogan       |
| -79 kg | Giorgi Schirtladse       | Géza Hollósi         | Lothar Lippa      |
| -87 kg | Gholamreza Takhti        | Petko Sirakow        | Maurice Jacquel   |
| +87 kg | Ljutwi Dschiber Achmedow | Hamit Kaplan         | Sawkus Dscharasow |

## Medaillenspiegel
| Rang | Land                            | Gold | Silber | Bronze |
| ---- | ------------------------------- | ---- | ------ | ------ |
| 1    | Sowjetunion                     | 3    | 1      | 2      |
| 2    | Türkei                          | 2    | 2      | 2      |
| 3    | Iran                            | 2    | 0      | 0      |
| 4    | Bulgarien                       | 1    | 3      | 0      |
| 5    | Ungarn                          | 0    | 1      | 0      |
|      | Finnland                        | 0    | 1      | 0      |
| 7    | Pakistan                        | 0    | 0      | 2      |
| 8    | Deutsche Demokratische Republik | 0    | 0      | 1      |
|      | Frankreich                      | 0    | 0      | 1      |